# Calvin (Luisiana)
Calvin é uma vila localizada no estado americano de Luisiana, na Paróquia de Winn.

## Demografia
Segundo o censo americano de 2000, a sua população era de 236 habitantes.
Em 2006, foi estimada uma população de 224, um decréscimo de 12 (-5.1%).

## Geografia
De acordo com o United States Census Bureau tem uma área de
5,9 km², dos quais 5,9 km² cobertos por terra e 0,0 km² cobertos por água. Calvin localiza-se a aproximadamente 52 m acima do nível do mar.

## Localidades na vizinhança
O diagrama seguinte representa as localidades num raio de 28 km ao redor de Calvin.